# Play Suisse
Play Suisse ist ein kostenloser Schweizer Video-on-Demand-Dienst, der Produktionen und Koproduktionen (vorwiegend durch den Pacte de l'audiovisuel) der vier Unternehmenseinheiten der Schweizerischen Radio- und Fernsehgesellschaft (SRG) umfasst, welche als öffentliches Medienhaus den sogenannten audiovisuellen Service public gewährleistet. Die vier Unternehmenseinheiten sind Radio Télévision Suisse (RTS), Schweizer Radio und Fernsehen (SRF), Radiotelevisione svizzera (RSI) und Radiotelevisiun Svizra Rumantscha (RTR).
Auf der Plattform können Filme, Fernsehserien und Dokumentarfilme im Originalton sowie mit Untertiteln und meist auch Synchronisationen in den Schweizer Landessprachen (Deutsch, Französisch, Italienisch und Rätoromanisch) gestreamt werden. Für einige Inhalte stehen zudem englische Untertitel zur Verfügung. Das mehrsprachige Angebot spiegelt die kulturelle Vielfalt der Schweiz und die Rolle der Plattform als Mittel zur Förderung des Zusammenhalts zwischen den verschiedenen Sprachregionen des Landes wider. Das Stärken des Zusammenhalts ist seit der Gründung von Play Suisse Sinn und Zweck des Streamingdiensts. Zu den bekanntesten Inhalten auf der Plattform gehören die Serien «Wilder», «Tschugger», «Neumatt» und «Sacha», der Doku-Film «Swissair 111 – Absturz über Halifax» und «#Female Pleasure» sowie die Filme «Die göttliche Ordnung», «Flammen im Paradies» und «Mein Leben als Zucchini».
Play Suisse wurde in der Schweiz am 7. November 2020 lanciert. Zur Nutzung ist eine Registrierung mit einem Schweizer Wohnsitz erforderlich. Zugang zu der Plattform ist möglich von der Schweiz aus und aus dem EU-Raum über die gleichnamige Website und die gleichnamige Mobile App, sowie über blueTV (von Swisscom), Apple TV, Android TV und Chromecast. Als Endgeräte können Computer, Smartphone und Fernseher genutzt werden.
Finanziert wird die Plattform über die Medienabgabe, die Nutzung ist daher kostenlos.
Gemäss der Digimonitor-Studie der Interessengemeinschaft elektronische Medien (IGEM) aus dem Jahr 2021 ist Play Suisse inzwischen nach Netflix die am meisten geschaute Streaming-Plattform in der Schweiz. Ihre Hauptkonkurrenten sind in der Schweiz verfügbare internationale Streamingdienste wie Netflix, Disney+, Prime Video, Apple TV+, Sky, RaiPlay, Arte Mediathek, ARD Mediathek und ZDF Mediathek sowie die beiden nationalen Akteure Blue Play (Swisscom) und oneplus.
Die Plattform hat rund 690’000 monatliche Zuschauer und verfügt über einen wachsenden Katalog mit gegenwärtig rund 3000 Titeln.

## Lancierung
Der Dienst wurde im Juni 2020 von der SRG für einen Start im Herbst desselben Jahres angekündigt. Play Suisse startete am 7. November 2020 und etwa einen Monat nach dem Start gab die SRG bekannt, dass die Plattform eine hohe Nutzung verzeichnet und die Reichweite mit fast 130'000 registrierten Konten bis Mitte Dezember 2020 stetig steigt. Im Mai 2021 waren über eine Viertelmillion Nutzer registriert.
Das Budget der Plattform beträgt 5 Millionen CHF.

## Leitung
- Gilles Marchand (Generaldirektor der SRG)
- Bakel Walden (Direktor des Bereichs Entwicklung und Angebot)[43]
- Pierre-Adrian Irlé (Projektleiter)[42]

## Zugriffsmöglichkeiten
Play Suisse ist als OTT auf dem Computer (über einen Browser), auf Android- und iOS-Handys, Tablets und Geräten sowie auf Android TV und Apple TV bedienbar.

## Nutzung und Reichweite
Zur Nutzung von Play Suisse ist ein Benutzerkonto nötig. Bis Ende 2022 wurden 639.333 Benutzerkonten auf Play Suisse registriert. 55 % der Personen griffen im Jahr 2022 aus dem Web, 28 % aus Mobile Apps und 17 % aus TV-Apps auf die Plattform zu. Im Jahr 2023 nutzten rund 19 % (1,3 Mio.) der Schweizer Bevölkerung über 15 Jahren Play Suisse.

## Programme
Die Plattform bietet einen Video-on-Demand-Dienst an, der hauptsächlich aus Spiel-, Dokumentar- und Animationsfilmen, Reportagen sowie Fernsehserien und Webserien besteht. Alle Programme sind systematisch mit Untertiteln in Deutsch, Französisch, Italienisch und teilweise Rätoromanisch versehen. Es gibt keine Nachrichten- oder Sportsendungen. Serien, die im Fernsehen hohe Einschaltquoten erzielt haben, können auch in deutscher, französischer und italienischer Synchronisation angeschaut werden.
Das Angebot besteht aus Programmen in den vier Landessprachen Französisch, Italienisch, Rätoromanisch und Deutsch. Die Plattform arbeitet auch mit verschiedenen Schweizer Festivals sowie mit dem Schweizer Filmarchiv zusammen, um Werke für die öffentliche Ausstrahlung zu restaurieren.
Zum Start bot die Plattform 1000 Titel an, Anfang 2021 waren es 1500 bis 2000.
Anfang Januar 2021 ging Play Suisse mit der Serie «Wilder» neue Wege und bot exklusiv die komplette dritte Staffel an, bevor sie linear auf den SRG-Sendern ausgestrahlt wurde.

## Partnerschaften
Play Suisse arbeitet eng mit verschiedenen Schweizer Festivals zusammen, welchen auf der Plattform jeweils eine thematische Seite und eigene Sammlungen gewidmet werden. Darunter sind:
- Solothurner Filmtage[49]
- Festival international du Film de Fribourg (FIFF)[50]
- Schweizer Jugendfilmtage (Festival Ciné Jeunesse Suisse)[51]
- Visions du Réel[52][53]
- Neuchâtel International Fantastic Film Festival (NIFFF)[54]
- Montreux Jazz Festival[55][56][57][58][59]
- Locarno Film Festival[60][61]
- Festival International du Film Alpin des Diablerets (FIFAD)[62]
- Fantoche – Internationales Festival für Animationsfilm[63][64]
- Zurich Film Festival[65]
- Internationale Kurzfilmtage Winterthur[66]
- Geneva International Film Festival (GIFF)[67][68]

Play Suisse arbeitet auch mit dem Schweizerischen Filmarchiv zusammen und bietet mit Ausgaben der Filmwochenschau eine Auswahl an bedeutenden Momenten der Schweizer Geschichte.
Die Plattform kooperiert zudem mit weiteren europäischen Streamingdiensten in Form der European Collection, einem Projekt, welches Reportagen und Webformate zu aktuellen politischen und gesellschaftlichen Themen umfasst, und die auf Play Suisse selbst und in den Mediatheken von ARTE, ARD, ZDF und France Télévisions zugänglich gemacht werden.

## Zukunft
Bis spätestens im Herbst 2025 soll Play Suisse mit den sprachregionalen Streaming-Plattformen Play SRF, Play RTS, Play RSI und Play RTR in einer einheitlichen mehrsprachigen Streaming-Plattform vereint werden.